# Tony Brooks
Charles Anthony Stanford Brooks, conegut popularment amb el nom de Tony Brooks   (Dukinfield, 25 de febrer de 1932 - Ottershaw, 3 de maig de 2022), va ser un pilot de Fórmula 1.
Va debutar amb un BRM el 14 de juliol de 1956 al Gran Premi de Gran Bretanya, arribant a anar segon abans de tenir un accident.
El 1957 va fitxar per Vanwall acabant segon a Mònaco i aconseguint amb el seu company Moss l'última victòria compartida de la història de la Fórmula 1.
Amb aquest equip va aconseguir el tercer lloc final del campionat de pilots i el primer titól de constructors de la història. Vanwall però va decidir retirar-se de la competició després de la mort del seu tercer pilot Stuart Lewis-Evans a l'última carrera de l'any.
El 1959 va córrer per Ferrari, aconseguint el segón lloc a Mònaco i la victòria a França i Alemanya. Va acabar en segón lloc final al Campionat de pilots darrere de Jack Brabham.
L'any 1960 va córrer amb l'escuderia Yeoman i el 1961 de nou amb BRM, amb qui va obtenir un últim podi abans de retirar-se definitivament.
Va aconseguir un total de 75 punts al Campionat del món de pilots.

## Palmarès
- Millor classificació al Campionat del món: 2n (1959) i 3r (1958)
- Curses: 38
- Victòries : 6
- Podis : 10 (6 primers, 2 segons i 2 tercers)
- Poles : 3